# برنارد ماير (ملحن)
برنارد ماير (بالهولندية: Bernhard van den Sigtenhorst Meyer)‏ (و. 1888 – 1953 م) هو ملحن، وعالم موسيقى، ومدرس هولندي، ولد في أمستردام، توفي في لاهاي، عن عمر يناهز 65 عاماً.

## وصلات خارجية
- برنارد ماير على موقع IMDb (الإنجليزية)
- برنارد ماير على موقع ميوزك برينز (الإنجليزية)
- برنارد ماير على موقع ديسكوغز (الإنجليزية)

- برنارد ماير في قاعدة بيانات الأفلام على الإنترنت